# چارلستون پارک (فلوریدا)
چارلستون پارک (به انگلیسی: Charleston Park) یک منطقهٔ مسکونی در ایالات متحده آمریکا است که در شهرستان لی، فلوریدا واقع شده‌است. چارلستون پارک ۰٫۳ کیلومتر مربع مساحت و ۴۱۱ نفر جمعیت دارد و ۴ متر بالاتر از سطح دریا قرار دارد.